# هنري روبرتس
هنري روبرتس (8 فبراير 1888 - 28 يونيو 1963) (بالإنجليزية: Henry Roberts)‏ هو لاعب كريكت بريطاني (وحمل سابقاً جنسية المملكة المتحدة لبريطانيا العظمى وأيرلندا).

## وصلات خارجية
- هنري روبرتس على موقع إي آس بي آن كريك إنفو (الإنجليزية)